# История Вологодской области
Вологодчина — историческая область в южном Заволочье. Располагалась в лесистой зоне между Поморьем на севере и Верхним Поволжьем (Залесьем) на юге. Вологодчина издревле входила в состав региона Русский Север.

## Древность
Территория Вологодчины постоянно обитаема с эпохи мезолита, когда начался голоцен и человек уже занимался сельским хозяйством. В то время здесь существовала археологическая культура Веретье (10—8 тысяч лет назад). Сейчас известно более 200 мезолитических стоянок. Заселение происходило с запада и юга. У образцов с мезолитической стоянки культуры Веретье у озера Кубенское в деревне Минино определена митохондриальная гаплогруппа U (субклады U4a1, U4a2, U4d).
Большинство стоянок неолита относится к культуре ямочно-гребенчатой керамики, представленной рыболовами, селившимися в землянках по берегам рек. В отличие от мезолитических охотников, неолитические рыболовы уже изготавливали и пользовались глиняной посудой. Эпохой неолита датируется Модлонское свайное поселение. В 3-м тысячелетии до н. э. с юга появляются носители волосовской культуры, которые устанавливают торговые отношения с Прибалтикой. К эпохе неолита относятся стоянки каргопольской культуры Против Гостиного Берега на правом берегу Модлоны и Караваиха на правом берегу Еломы. У ранненеолитического образца KAR001 (6457–6258 лет до н. э.) с могильника Караваиха 1 определена митохондриальная гаплогруппа T2.
В эпоху бронзы до Вологодчины дошли представители скотоводческой фатьяновской культуры.
После дофинской культуры сетчатой керамики эпохи бронзы в середине 1-го тыс. до н. э. на части её территории (бассейны озёр Белое, Воже) возникает позднекаргопольская культура, связанная с процессом саамского этногенеза.
В эпоху железного века на Вологодчине формируется дьяковская культура, потомками которой являются летописная весь и современные вепсы. По берегам рек возводятся укреплённые деревни. Появляется обряд сожжения покойников на погребальных кострах и обычай хоронить прах в «избах смерти» (прообраз избушки на курьих ножках). В искусстве закрепляется образ медведя как хозяина леса и утки-демиурга.
На рубеже IV—V веков прекращает существование могильник Чагода I при впадении реки Песь в реку Чагодощу, что связано с продвижением населения культуры длинных курганов.
На памятнике «Елино-3» нашли монеты VIII века — дирхемы династии Аббасидов.
На отдельной возвышенной гряде у деревни Городище напротив пристани Горицы на реке Шексна находится селище Крутик IX—X веков.

## Древнерусский период

Вологодчина (Белоозеро и Великий Устюг) в составе Владимиро-Суздальского княжества в XIII веке

Первыми славянскими колонистами Вологодчины были кривичи.
Согласно легендарной части летописи, 862 годом датируется город Белоозеро, население которого участвует в создании Древней Руси, начинает княжить варяг Синеус. Однако, археологически существование города Белоозера прослеживается только с середины X века.
Очень рано Вологодчина становится ареной соперничества новгородцев, которые основывают города Великий Устюг, Вологда, Тотьма и владимирскими князьями, которые постепенно подчиняют край себе.
Самые ранние средневековые постройки поселения на стоянке Октябрьский мост в Череповце датируются X веком. У правого берега Шексны в 1 км ниже устья Суды располагалось древнее поселение (X—XII века) Луковец (ныне затопленное Рыбинским водохранилищем), которое было одним из первых известных центров ткачества на Руси. Комплекс курганов XI — XII веков находится в деревне Куреваниха. На нескольких фрагментах бересты из Луковца выявлены рисунки, а на одном из них — знак, похожий на знаки Рюриковичей. На шекснинских селищах Луковец, Минино-4 и Соборная горка найдены костяные и железные писа́ла. У образцов из средневековых погребений могильника Минино II у озера Кубенское в деревне Минино определена митохондриальная гаплогруппа H, H с нуклеотидной заменой 16129 G-A и митотип митохондриальной гаплогруппы I. На месте археологического памятника Никольское-3 на реке Суде в Центральном Белозерье обнаружены захоронения дружинников XI века. В курганах воинов-дружинников были найдены боевые топоры: широколезвенная секира А-574 типа VII, топорик А-604 одной из переходных форм от топоров типа V к топорам с симметричным лезвием и облегченным обухом, небольшой топорик А-550 типа IА с молоточком на тыльной части обуха и оттянутым книзу лезвием с полукруглой выемкой в основании, датированный X веком и имеющий всего 10 аналогов (семь из них найдены на территории России и три — на территории Польши и Пруссии). На торцевой грани топора из кургана в могильнике Никольское III угадывается инкрустированный серебром княжеский знак. Среди могильников, исследованных Онежско-Сухонской экспедицией, особое место занимают Нефедьево (113 погребений) и Никольское III (77 погребений).
В 1207 году Вологодчина вошла в состав Ростовского княжества, из которого в 1238 году выделилось Белозерское княжество. В эпоху междоусобиц Вологодчина была ареной соперничества Новгородской республики, Тверского и Московского княжества. В 1273 году тверской князь Святослав Ярославич, «совокупившись с великим числом татар», разорил Вологду и предал её огню.
В 1352 году Белоозеро захлестнула эпидемия чумы («моровой язвы»), от которой умерла большая часть населения города, а сам город был перенесён к западу, на южный берег Белого озера.

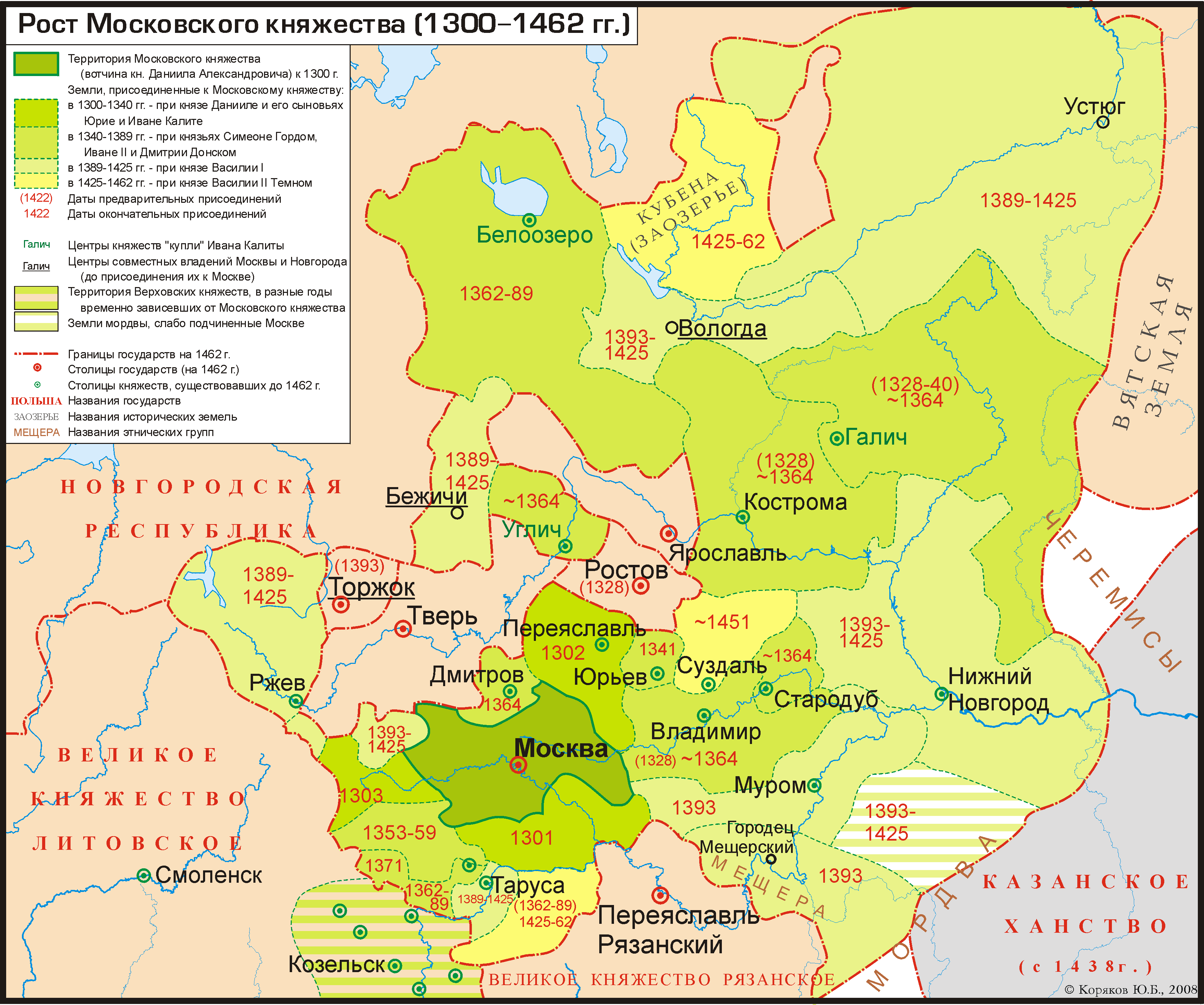
Вологодчина (Белоозеро, Великий Устюг, Вологда) в XIV веке

После Куликовской битвы, в 1389 году, Белозерское княжество входит в состав Московского княжества. Однако в 1398 году новгородцы сожгли Белоозеро. В 1397 году учреждается Кирилло-Белозерский монастырь. Московский князь Дмитрий Шемяка в 1446 году превратил Вологду в центр удельного княжества для ослепленного своего двоюродного брата Василия II Тёмного. Однако в ходе междоусобной войны Василий II смог при помощи тверичей сместить своего соперника и занять московский престол. В XV веке был построен Белозерский кремль. Вологодчина (преимущественно Великий Устюг) превращается в плацдарм для московской экспансии на северо-восток и восток на территорию Югры (1465), Пермского края (1472) и Вятская земля (1489).
С 1567 года в течение трёх с половиной лет Иван IV часто бывал и подолгу жил в Вологде, наблюдая за сооружением крепости и каменного Успенского (Софийского) собора.

## Смутное время
Наиболее драматическим периодом истории Вологодчины было Смутное время. В конце 1608 года вологодский воевода Никита Пушкин по примеру ярославцев присягает Тушинскому Вору, но потом переходит на сторону Василия Шуйского. В июне 1612 года из Вологды выходит рать под предводительством воеводы Петра Мансурова для помощи ополчению Минина и Пожарского.
22 сентября 1612 года неведомая свора (часто принимаемая за польских интервентов, но которая вполне могла состоять из изменников князя Трубецкого) нападает на Вологду. Началось "вологодское разорение": убийства, грабежи, пожары. Погиб воевода князь Григорий Долгоруков, дьяк Истома Карташев и многие жители города. Многое погибло в огне пожарищ. Сожгли архиерейские палаты, а епископа Сильвестра взяли в плен и четыре ночи пытали. На старой торговой площади разграбили и сожгли Гостиный двор и торговые ряды, в Зарядье — амбары посадских торговых людей. В Древнем городе, в Рощенье, Фроловке, Козлене, Обухове, Заречном посаде сгорело шестнадцать деревянных церквей. Во время нашествия пострадали и кремлёвские строения: сгорела часть деревянных стен и башен города, пострадал от огня и собор Софии. А те стены, что не сгорели, пришли через несколько лет в ветхость.
1 мая 1614 года со стороны реки Шексны, волости Череповец и Белозерского уезда на территорию Вологодской епархии напали «воры казаки и черкасы» атамана Баловня, опустошившие волости, гдe находились владения архиерейской кафедры, а также Павло-Обнорский, Корнилиев Комельский и Николо-Катромский монастыри. В целях наведения порядка осенью 1614 года на Вологодчину из Ярославля двинулась рать Валуева. Разбойники уклонялись от сражения, то обещая служить государю, то вновь разоряя монастыри (в декабре 1614 года был разграблен Спасо-Прилуцкий монастырь). Потребовался второй карательный поход воеводы Лыкова, который в январе 1615 года вступил в Вологду. Мятежники были направлены в Тихвин для борьбы со шведами.

## Новое время
После замирения государства Вологодчина вновь стала отправной точкой московского продвижения уже в Сибирь. Отсюда начали свой путь Семён Дежнёв и Владимир Атласов.
В XVIII веке создаётся Вологодская губерния. Большая часть городов современной Вологодской области была образована в период екатерининской административной реформы: Вытегра в 1773 г., Кириллов в 1776 г., Череповец в 1777 г., Грязовец, Кадников и Никольск в 1780 г. В 1788 году в Вологде открыт первый в России общественный банк, а в 1889 году первый в России городской ломбард. Промышленная переработка масла появилась в 1835 году, а началом промышленного маслоделия в Вологодской губернии принято считать 1881 год. Этот завод был первым специализированным маслодельным заводом не только в Вологодской губернии, но и во всей России.
В начале XX века Вологодчина отдельным округом входит в состав Северного края, в 1936 году преобразованного в Северную область. В 1937 году путём выделения из неё была создана Вологодская область: принципиально вопрос был решён 23 августа 1937 года в Ленинграде на расширенном совещании партактива Северо-Запада, 23 сентября решение было оформлено постановлением ВЦИК. Предметом торга стал вопрос о нынешних западных районах Вологодчины: северо-западная территория должна была войти в состав Вепсского национального округа, а юго-западные должны были остаться в Ленинградской области. Взамен Ленинградская область получила часть земель Карельской АССР.
Во время Великой Отечественной войны боевые действия на территории Вологодской области шли лишь на части Оштинского района (теперь — часть Вытегорского района) — Оштинский рубеж у села Ошта.
В 1955 году Череповец превратился в крупный центр по производству чугуна. 24 августа 1955 года считается днём рождения Череповецкого металлургического завода.
В 2015 году в Вологде в слое, датируемом 1280—1340 годами, была найдена первая берестяная грамота. Она стала первой берестяной грамотой в которой упоминается рубль.